# Аруна Чаного
Аруна Чаного (англ. Haruna Chanongo; нар. 14 листопада 1991, Кам'яне місто, Танзанія) — танзанійський футболіст, півзахисник клубу «Мтібва Шугер».

## Клубна кар'єра
Футбольну кар'єру розпочав у складі СК «Сімба». Сезон 2015/16 років відіграв у «Стенд Юнайтед», а по його завершенні перейшов до «Мтібва Шугер».

## Кар'єра в збірній
З 2013 року викликається до складу національної збірної Танзанії з футболу.

### Голи за збірну
| Гол | Дата          | Місце                                      | Суперник | Рпхунок | Результат | Змагання          |
| --- | ------------- | ------------------------------------------ | -------- | ------- | --------- | ----------------- |
| 1.  | 1 грудня 2013 | Національний стадіон Нйойо, Найробі, Кенія | Сомалі   | 1–0     | 1–0       | Кубок КЕСАФА 2013 |